# Eleonore von Fürstenberg

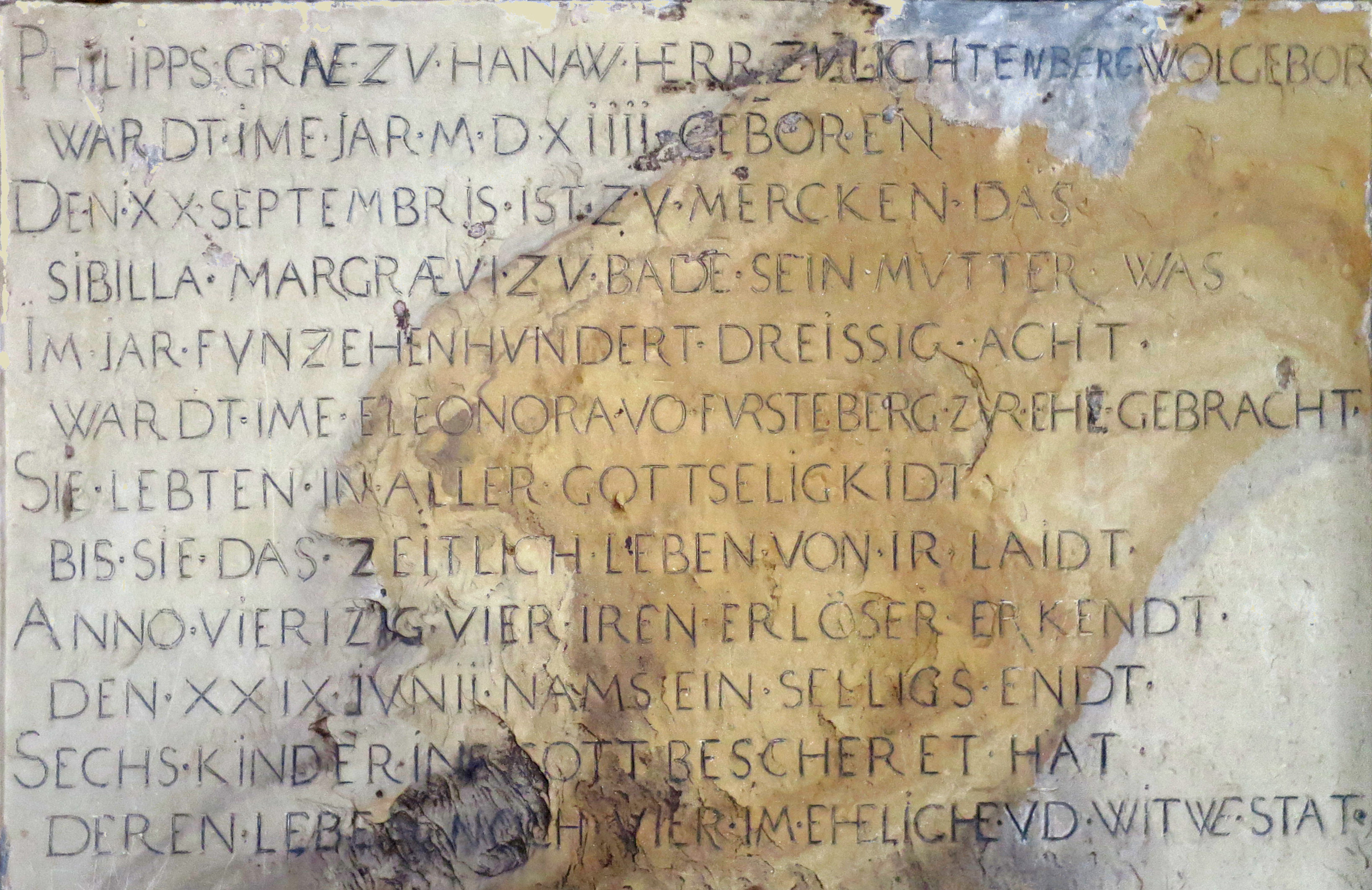
Gedenktafel in der Kapelle der Burg Lichtenberg

Eleonore von Fürstenberg (* 11. Oktober 1523; † 23. Juni 1544 in Buchsweiler) war eine Tochter des Grafen Friedrich II. von Fürstenberg und der Gräfin Anna, geborene von Werdenberg-Heiligenberg (ca. 1498–1554).
Am 22. August 1538 heiratete sie im Alter von 14 Jahren in Heiligenberg Graf Philipp IV. von Hanau-Lichtenberg. Aus dieser Ehe gingen hervor:
1. Amalie (* 23. Februar 1540, Buchsweiler; † 1. Mai 1540)
2. Philipp V. (* 21. Februar 1541, Buchsweiler; † 1599)
3. Anna Sibylle (* 16. Mai 1542; † nach 1590), verheiratet mit Ludwig von Fleckenstein
4. Johanna (* 23. Mai 1543, Buchsweiler; † 5. Dezember 1599 in Babenhausen, dort beigesetzt), verheiratet mit Wolfgang von Isenburg-Büdingen-Ronneburg, geschieden 1573
5. Eleonore (* 26. April 1544, Buchsweiler; † 6. Januar 1585), verheiratet mit Albrecht von Hohenlohe

Eleonore von Fürstenberg war überzeugt evangelisch und bereitete ihren Mann auf die Einführung der Reformation vor. Sie starb, erst 20 Jahre alt, zwei Monate nach der Geburt ihres fünften Kindes im Kindbett und wurde in der Abtei St. Adelphi in Neuweiler beigesetzt. Eine Gedenktafel an Eleonore und ihren Mann ist in der Kapelle der Burg Lichtenberg erhalten, vielleicht der Rest eines Epitaphs.